# Coelopacidia punctum
Coelopacidia punctum är en tvåvingeart som först beskrevs av Günther Enderlein 1920.  Coelopacidia punctum ingår i släktet Coelopacidia och familjen borrflugor.
Artens utbredningsområde är Ekvatorialguinea. Inga underarter finns listade i Catalogue of Life.